# Cursive
Cursive es una banda de indie rock estadounidense, oriunda de Omaha, Nebraska.

## Historia

### Primeros años (1995–2002)
La banda fue formada en 1995 por Tim Kasher, Matt Maginn, Steve Pedersen (todos antes de Slowdown Virginia), y el batería Clint Schnase. En 1997, lanzaron su disco debut Such Blinding Stars for Starving Eyes (Tal cegadoras Estrellas para los hambrientos ojos). Después de un par de años de gira, la banda se separó en 1998, publicado The Storms of Early Summer: Semantics of Song (Las tormentas de principios de verano: Semántica de la canción) en el otoño de ese año. Un año más tarde, en el verano de 1999, la banda volvió a formarse. Pedersen había comenzado la escuela de derecho y más tarde formó The White Octave , por lo que Ted Stevens (de Lullaby for the working class) intervino y se unió a la banda. En 2000, su álbum Doméstica, un álbum conceptual, les llamó la atención tanto de aficionados y críticos. Cursive añadió a Gretta Cohn (en chelo) en 2001. En 2002, la banda estuvo de gira en el Take Action! Tour.

### The Ugly Organy otros lanzamientos (2002–2005)
Saddle Creek Records publicó The Ugly Organ en 2003. La revista musical Rolling Stone le dio al álbum una calificación de 4 estrellas, mientras que la variante revista de música Alternative Press clasificó al álbum de un perfecto 5 de 5. En 2004, The Cure, seleccionó a Cursive de gira con ellos en su Curiosa Tour, junto a Interpol, The Rapture, Mogwai, Scarling y The Cooper Temple Clause.
Sacaron un álbum recopilatorio de canciones inéditas y caras B, The Difference Between Houses and Homes (La diferencia entre Casas y Viviendas), el 9 de agosto de 2005. A mediados de 2005, Gretta dejó la banda para perseguir otras oportunidades musicales, en lugar de sustituirla la banda permaneció cuatro piezas.

### Tim Kasher yHappy Hollow(2005–2006)
Después de la pausa, Saddle Creek anunció que había detenido temporalmente Kasher su trabajo en su proyecto paralelo, The Good Life, para comenzar a grabar un álbum con Cursive. El álbum, Happy Hollow, fue lanzado el 22 de agosto de 2006. Su primer single fue Dorothy at fourty, publicado el 11 de julio de 2006. Con este álbum, Kasher centró su atención lejos de las canciones auto-reflexivas para concentrarse en lo que él pensaba que eran una mala política, vacíe la vida suburbana, y la hipocresía religiosa. Revistas Música Spin, URB, Time Out New York. Blender dio el registro de una calificación de 4 estrellas, la revista Rolling Stone le dio al álbum una calificación 3,5 estrellas, mientras que la revista de música alternativa Alternative Press le dio una puntuación perfecta 5 sobre 5, diciendo "cursive no acaban de redefinir su sonido-han trascendido." Happy Hollow cuenta con una pieza de cuerno de sección y cinco años, agregando nuevas texturas y redefinir el sonido de las bandas.

### Mama, I'm Swollen(2007–2009)
En octubre siguiente, la banda reveló planes para llevar la participación del público a su catálogo, ofreciendo a los fanes la oportunidad de remezclar el tema "Bad Sects" a través de un concurso en su sitio, el finalista ha sido seleccionado para aparecer como un lado B en uno próximo sencillo de Cursive.
Cursive lanzó recientemente Mama, I'm Swollen (Mamá, estoy hinchado), fue lanzado el 10 de marzo de 2009 en Saddle Creek Records.
Cursive hizo su debut en televisión el 13 de marzo de 2009, en Late Show with David Letterman.

## Influencias
Las influencias de Cursive incluyen a Fugazi, Shudder to Think, Archers of Loaf, y Brainiac. Sus primeros álbumes han sido comparados al trabajo de la banda texana At the Drive-In.

## Miembros
| Actuales - Tim Kasher – voces, guitarras, órgano (1995–1998, 1999–presente) - Matt Maginn – bajo, coros (1995–1998, 1999–presente) - Clint Schnase – batería, percusión (1995–1998, 1999–2008, 2018–presente) - Ted Stevens – guitarras, coros (1999–presente) - Patrick Newbery – órgano, piano, teclados, sintetizadores, mini moog, percusión, trompeta, otros instrumentos (2006–presente) | Apoyo - Megan Seibe – cello (2018–presente) Anteriores - Steve Pedersen – guitarras, coros (1995–1998) - Gretta Cohn – cello (2001–2005) - Matt "Cornbread" Compton – batería, percusión (2008–2009) - Cully Symington – batería, percusión (2009–2018) |

## Discografía

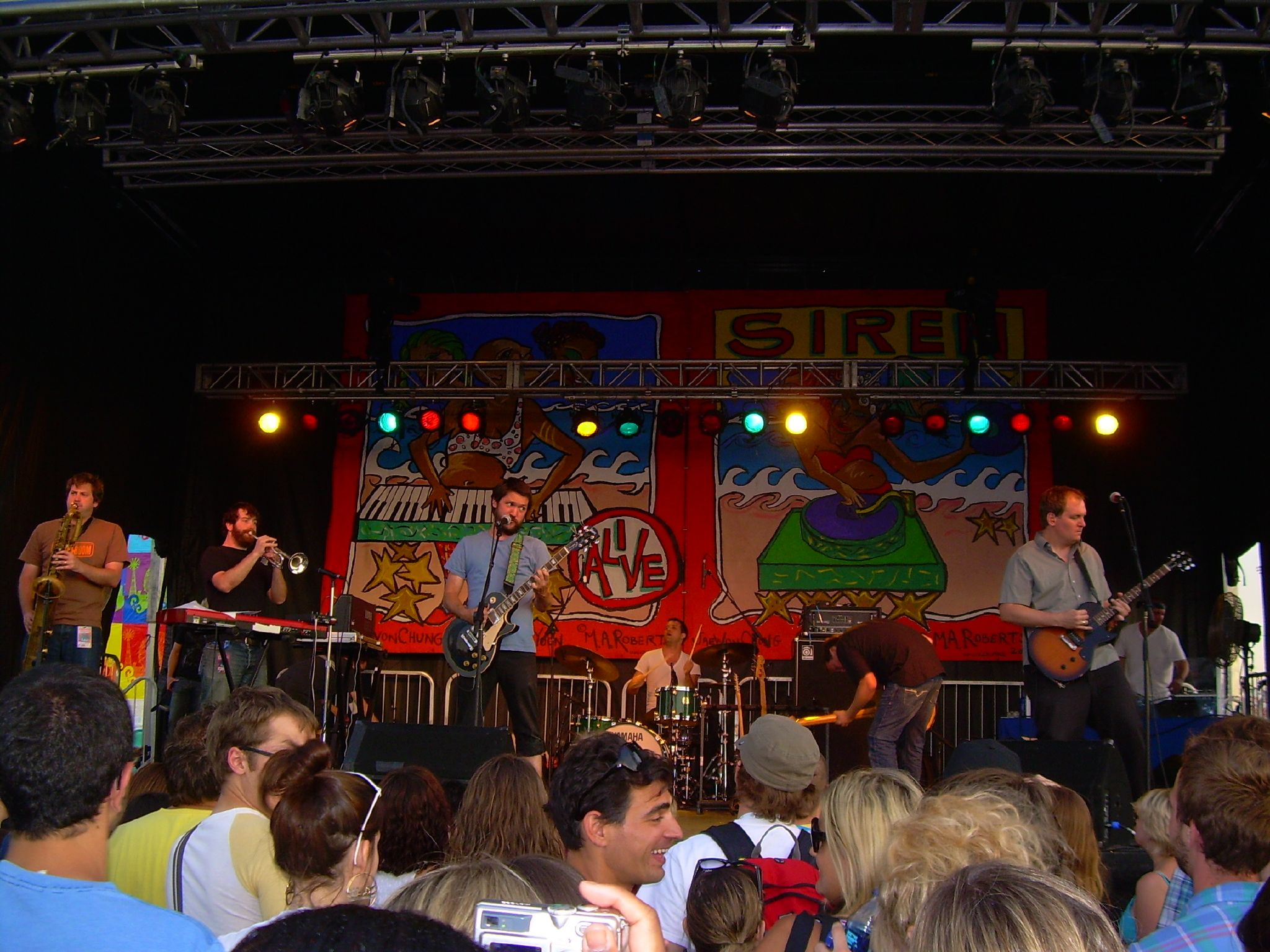
Cursive en vivo en Coney Island, 2007.

- 1997: Such Blinding Stars for Starving Eyes
- 1998: The Storms of Early Summer: Semantics of Song
- 2000: Domestica
- 2003: The Ugly Organ
- 2006: Happy Hollow
- 2009: Mama, I'm Swollen
- 2012: I Am Gemini
- 2018: Vitriola
- 2019: Get Fixed